# 奇幻旅程
《奇幻旅程》（英語：Magical Journey），是台灣女子組合S.H.E的第五張錄音室專輯、第六張專輯，於2004年2月6日推出，也是受傷的Ella傷癒歸隊後發行的專輯。本專輯有兩個版本，分別是“奇幻版”和“旅程版”，裡面收錄的歌曲是一樣的曲目，不同的是「奇幻版」附贈「S.H.E北海道之旅花絮VCD」，而「旅程版」附贈24頁「S.H.E真青春北海道番外篇寫真冊」。

## 簡介
此張專輯走奇幻風格，並標榜前九首歌曲代表九個國家，有如經歷過這九個國家的旅程，便如同其專輯名稱「奇幻旅程」，第十首〈一起開始的旅程〉則是一首歌頌青春友情的歌曲，也是此張專輯的總結曲。首波主打歌〈波斯貓〉是首有著中東風情的舞曲，部分旋律則是擷取世界民謠「波斯市場」，並融入了嘻哈舞曲的風格，而〈十面埋伏〉部分旋律則是擷取自琵琶名曲〈十面埋伏〉，而〈他還是不懂〉則是首抒情歌，音樂錄影帶是S.H.E遠赴日本北海道拍攝而成的MV作品。為了拍攝“旅程版”的封面、內頁及部份MV（例如：〈他還是不懂〉），她們更遠赴日本北海道取景拍攝，而“奇幻版”的封面及內頁則是在袖珍博物館內所拍攝而成。專輯為雙版本，分別為「奇幻版」和「旅程版」。
2004年5月11日發行《奇幻旅程》影音館（VCD/DVD）。此張專輯中的歌曲〈他還是不懂〉入選2004年度Hit Fm年度百首單曲的第32位。專輯《奇幻旅程》在台灣銷售量突破25萬張，位居2004年台灣專輯年度銷售量排行榜第三名，同年5月亞洲銷量達到153萬張。

## 唱片版本
※ 以下發行版本皆以當地（台灣）為準。
- 「奇幻版」和「旅程版」專輯，在發行前預購時和發行後皆為精裝版，而專輯預購時會附贈預購贈品，正式發行後則無贈品，而預購贈品為2004年「旅程S.H.E肖像年曆桌墊」。

| 類型      | 發行日期     | 版本   |
| --------- | ------------ | ------ |
| CD+VCD    | 2004年2月6日 | 奇幻版 |
| CD+寫真冊 | 2004年2月6日 | 旅程版 |

## 完整曲目
| 曲序     | 曲目                                               |          | 作曲                | 编曲               | 製作人        | 备注                                                        | 时长  |
| -------- | -------------------------------------------------- | -------- | ------------------- | ------------------ | ------------- | ----------------------------------------------------------- | ----- |
| 1.       | 波斯貓 （Persian Cat）                             | 武雄     | 王治平              | 王治平             | 王治平        | 首波主打歌 部分旋律取自世界民謠「波斯市場」                 | 4:02  |
| 2.       | 十面埋伏 （Ten Sided Ambush）                      | 施人誠   | J.Wu                | J.Wu               | J. Wu         | 第三波主打 部分旋律擷取自中國音樂「十面埋伏」               | 4:04  |
| 3.       | 他還是不懂 （He Still Can't Understand）           | 徐世珍   | 王治平              | 王治平             | 王治平        | 第二波主打                                                  | 4:16  |
| 4.       | Only Lonely                                        | 光中     | J. D. Souther       | 王治平             | 王治平        | 第五波主打 改編自John David Souther的「You're Only Lonely」 | 4:00  |
| 5.       | 找不到 （Can't Find It）                           | Zakky    | Funck               | 鍾興民             | 鍾興民 郭文宗 | 第四波主打 翻唱自林佑威的「找不到」                         | 3:58  |
| 6.       | 五天四夜 （Five Days and Four Nights）             | 姚若龍   | 張正宗              | 郭建良（喜歡音樂） | 黃怡          |                                                             | 4:15  |
| 7.       | 安全感 （A Safe Sense）                            | 施人誠   | 王治平              | 王治平             | 王治平        | 第六波主打                                                  | 4:24  |
| 8.       | Never Mind                                         | 黃偉文   | 左安安              | Terence Teo        | 黃怡          | 第八波主打                                                  | 4:47  |
| 9.       | 茱羅記 （Story of Romeo and Juliet）               | 姚若龍   | 李天龍              | WAVE G             | 徐德昌 郭文宗 |                                                             | 4:51  |
| 10.      | 一起開始的旅程 （The Journey We Started Together） | 施人誠   | Neo Ivy（喜歡音樂） | Martin             | 黃怡          | 第七波主打                                                  | 4:03  |
| 总时长： | 总时长：                                           | 总时长： | 总时长：            | 总时长：           | 总时长：      | 总时长：                                                    | 42:40 |

## BONUS 影音／書籍
| 奇幻版Bonus VCD | 奇幻版Bonus VCD     | 奇幻版Bonus VCD |
| 曲序            | 曲目                | 时长            |
| --------------- | ------------------- | --------------- |
| 1.              | Untitled            | 0:05            |
| 2.              | S.H.E北海道之旅花絮 | 58:32           |
| 总时长：        | 总时长：            | 58:37           |

| 旅程版Bonus | 旅程版Bonus                  |
| 曲序        | 曲目                         |
| ----------- | ---------------------------- |
| 1.          | S.H.E 北海道之旅番外篇寫真冊 |

## 奇幻旅程影音館
- 2004年5月11日 發行（VCD／DVD）

※VCD格式：音聲多重，原聲原影
※DVD格式：音聲多重 字幕切換（無字幕/伴唱字幕/MV字幕）
- VCD/DVD：

1. 波斯貓
2. 十面埋伏
3. 他還是不懂
4. Only Lonely
5. 找不到
6. 五天四夜
7. 安全感
8. Never Mind
9. 茱羅記
10. 一起開始的旅程

- S.H.E 奇幻旅程超能再現光輝全紀錄

1. 奇幻旅程 海外宣傳檔案
2. S.H.E 行善元年紀事
3. S.H.E For 歌迷的貼心話

- DVD Bonus:

1. Ella歸隊 S.H.E 超能再現[波斯貓]幕後秘密訓練大公開
2. MV花絮（波斯貓 + Only Lonely + 十面埋伏 + 安全感 + 茱羅記 + 一起開始的旅程 + Never Mind + 五天四夜）

## 復刻版卡帶
2017年12月22日，推出收錄了第1張專輯至第13張專輯(包含兩張精選集)的S.H.E16週年復刻紀念全套卡帶組《小時帶 S.H.E's in style》卡帶紀念組，此張專輯為16週年復刻卡帶紀念組所收錄13張專輯中其中之一。

## 獎項

### 金曲獎
| 年份 | 獎項名稱     | 提名獎項       | 提名  | 結果 |
| ---- | ------------ | -------------- | ----- | ---- |
| 2005 | 第16屆金曲獎 | 最佳重唱組合獎 | S.H.E | 提名 |

### 其他獎項
- 2005年 音樂風雲榜 港臺十大金曲－〈波斯貓〉
- 2005年 雪碧中國原創音樂流行榜 港臺金曲－〈波斯貓〉
- 2004年 東南勁爆音樂榜 港臺勁爆十大金曲－〈波斯貓〉
- 2004年 TVB8金曲榜頒獎典禮
  - 年度金曲獎－〈波斯貓〉
  - 金曲金獎－〈波斯貓〉
- 2004年 新加坡金曲獎
  - Courts 我最喜愛的MV－〈波絲貓〉
  - Yes933醉心龍虎榜十大金曲獎－〈他還是不懂〉

## 音樂錄影帶
| 歌名           | 導演           | 發佈日期       | 發佈頻道                    | 附註                 |
| -------------- | -------------- | -------------- | --------------------------- | -------------------- |
| 波斯貓         | 賴偉康         | 2011年11月29日 | 華研國際音樂官方YouTube頻道 |                      |
| 十面埋伏       | 鄺盛           | 2012年8月30日  | 華研國際音樂官方YouTube頻道 |                      |
| 他還是不懂     | 林錦和         | 2012年8月30日  | 華研國際音樂官方YouTube頻道 | 特別演出：加賀美智久 |
| Only Lonely    | 馬宜中         | 2012年8月30日  | 華研國際音樂官方YouTube頻道 |                      |
| 找不到         | 賴偉康、比爾賈 | 2012年8月30日  | 華研國際音樂官方YouTube頻道 | 特別演出：丁春誠     |
| 五天四夜       | 陳伯全、徐元仲 | 2012年8月30日  | 華研國際音樂官方YouTube頻道 |                      |
| 安全感         | 賴偉康         |                |                             | 特別演出：謝和弦     |
| Never Mind     | 陳薇、莊志文   | 2012年8月30日  | 華研國際音樂官方YouTube頻道 |                      |
| 茱羅記         | 賴偉康、比爾賈 | 2012年8月30日  | 華研國際音樂官方YouTube頻道 |                      |
| 一起開始的旅程 | 徐元仲、陳伯全 | 2012年8月30日  | 華研國際音樂官方YouTube頻道 |                      |

## 其他作品
| 上一張专辑： Super Star 2003年8月22日 | 第6張专辑 2004年2月6日 | 第6張专辑 2004年2月6日 | 下一張专辑： Encore 2004年11月12日 |